# Позови меня с собой
«Позови́ меня́ с собо́й» — песня композитора, поэтессы Татьяны Снежиной. Обрела популярность после исполнения Аллой Пугачёвой (вошла в её альбом 1998 года «Да!») спустя два года после гибели Снежиной.
В результате проведённого в 2015 году журналом «Русский репортёр» социологического исследования, текст песни занял 23-е место в топ-100 самых популярных в России стихотворных строк, включающем, в числе прочего, русскую и мировую классику.

## История
Песня была написана Татьяной Снежиной в 1993 году, она сама исполняла её на своих концертах. После гибели поэтессы на трассе в автокатастрофе в Новосибирской области 21 августа 1995 года её брат переслал запись песни Алле Пугачёвой, которая включила её в свой репертуар. В исполнении певицы песня стала популярной и победила на конкурсе «Песня года-97».
Съёмки клипа на песню проходили в Санкт-Петербурге в августе 1997 года.
Также песня исполнялась актёрами популярного телесериала «Улицы разбитых фонарей» и звучала в нескольких его сериях. Появилась в серии «Высокое напряжение» в комической сцене, как «номер художественной самодеятельности», исполненная мужским хором под баян и тромбон. 
В 2000—2001 гг. песня много раз транслировалась на канале ТВ-6 в музыкальной телепередаче «Пользуясь случаем».
В 2002 году певец Владо Яневски записал песню «Позови меня с собой» на македонском языке. Эта версия под названием «Тајна отровна» («Ядовитая тайна») вошла в его альбом «Има нешто посилно од сѐ» («Есть что-то сильнее всего»).
В 2019 году песня прозвучала в новой аранжировке на YouTube в исполнении Palina — Позови меня с собой (Татьяна Снежина cover).
В 2020 году песня прозвучала в 5-м выпуске первого сезона шоу «Маска». Её исполнял образ льва, под которым был певец Анатолий Цой, бывший участник группы MBAND.
В 2020 году песня набрала мгновенную популярность, после того как пользователи TikTok начали снимать под звук видео, а также после шуточной пародии «Алла Пугачева x 50 Cent x Snoop Dogg — Позови меня, P.I.M.P».
«Позови меня с собой» также появляется в числе саундтреков к сериалу «Содержанки» (2 сезон) в 2020 году в исполнении Сабины Ахмедовой.
В 2021 году певица Anna Herera de Pavon выпустила собственное прочтение знаменитого хита — «Позови меня с собой».
В 2022 году вариация на тему песни прозвучала в первом трейлере фильма «Гром: Трудное детство».